# 岩手胤秀
岩手 胤秀（いわて たねひで、生年不明 - 天正3年（1575年））は、戦国時代の武将。通称左馬之助 。

## 略歴
『長篇長篠軍記』によると、天正3年（1575年）長篠の戦いの戦いにおいて東弾正山へ押し寄せた徳川軍を迎え撃ち討死した 。
愛知県新城市竹広字高原には胤秀と、胤秀と共に討死した岡部竹雲斎の墓所がある。